# Comuna Bicazu Ardelean, Neamț
Bicazu Ardelean (în maghiară Gyergyóbékás/Magyarbékás) este o comună în județul Neamț, Transilvania, România, formată din satele Bicazu Ardelean (reședința), Telec și Ticoș.
Este una dintre puținele comune ale județului aflate în teritoriul regiunii istorice Transilvania.

## Așezare
Comuna se află în vestul județului, pe cursul mediu al râului Bicaz, acolo unde acesta primește apele afluenților Pârâul Jidanului (cu afluenții Bistra și Toșorog), Ticoș, Floarea, Neagra și Secul Mihlit. Este traversat de șoseaua națională DN12C, care leagă Piatra Neamț de Gheorgheni și de Calea ferată industrială Bicaz–Bicaz Chei.

## Demografie
Componența etnică a comunei Bicazu Ardelean
     Români (92,55%)
     Romi (1,08%)
     Alte etnii (6,37%)
Componența confesională a comunei Bicazu Ardelean
     Ortodocși (89,93%)
     Baptiști (1,17%)
     Alte religii (2,19%)
     Necunoscută (6,71%)
Conform recensământului efectuat în 2021, populația comunei Bicazu Ardelean se ridică la 3.236 de locuitori, în scădere față de recensământul anterior din 2011, când fuseseră înregistrați 4.030 de locuitori. Majoritatea locuitorilor sunt români (92,55%), cu o minoritate de romi (1,08%). Din punct de vedere confesional, majoritatea locuitorilor sunt ortodocși (89,93%), cu o minoritate de baptiști (1,17%), iar pentru 6,71% nu se cunoaște apartenența confesională.

## Politică și administrație
Comuna Bicazu Ardelean este administrată de un primar și un consiliu local compus din 13 consilieri. Primarul, Constantin-Ioan Bârsan[*], de la Partidul Național Liberal, este în funcție din 2010. Începând cu alegerile locale din 2024, consiliul local are următoarea componență pe partide politice:
|  | Partid                          | Consilieri | Componența Consiliului | Componența Consiliului | Componența Consiliului | Componența Consiliului | Componența Consiliului | Componența Consiliului | Componența Consiliului | Componența Consiliului | Componența Consiliului |
|  | ------------------------------- | ---------- | ---------------------- | ---------------------- | ---------------------- | ---------------------- | ---------------------- | ---------------------- | ---------------------- | ---------------------- | ---------------------- |
|  | Partidul Național Liberal       | 9          |                        |                        |                        |                        |                        |                        |                        |                        |                        |
|  | Partidul Social Democrat        | 2          |                        |                        |                        |                        |                        |                        |                        |                        |                        |
|  | Alianța pentru Unirea Românilor | 1          |                        |                        |                        |                        |                        |                        |                        |                        |                        |
|  | Uniunea Salvați România         | 1          |                        |                        |                        |                        |                        |                        |                        |                        |                        |

## Istorie
La sfârșitul secolului al XIX-lea, teritoriul comunei făcea parte din Regatul Ungariei din Austro-Ungaria, în cadrul căreia era arondată districtului Gheorgheni al comitatului Ciuc; hărțile epocii consemnează în zona comunei satele Tikos, Bisztrapatak și Almásmezõ. În 1918, comuna a fost ocupată de armata României, stat care a revendicat Transilvania, iar în 1920 trecerea la România a fost oficializată prin tratatul de la Trianon. Astfel, anuarul Socec din 1925 o consemnează cu numele românesc de Bicaz, cu o populație de 6994 de locuitori, în plasa Tulgheș a județului Ciuc, această comună cuprinzând și teritoriul actualei comune Bicaz-Chei. Spre sfârșitul perioadei interbelice, cele două comune s-au diferențiat. După Dictatul de la Viena din 1940, comuna, împreună cu restul Ardealului de Nord a aparținut Ungariei până în 1944, când după 23 august a redevenit parte a României.
În 1950, comuna Bicazu Ardelean a fost transferată raionului Piatra Neamț din regiunea Bacău. În 1968, ea a trecut la județul Neamț.

## Monumente istorice

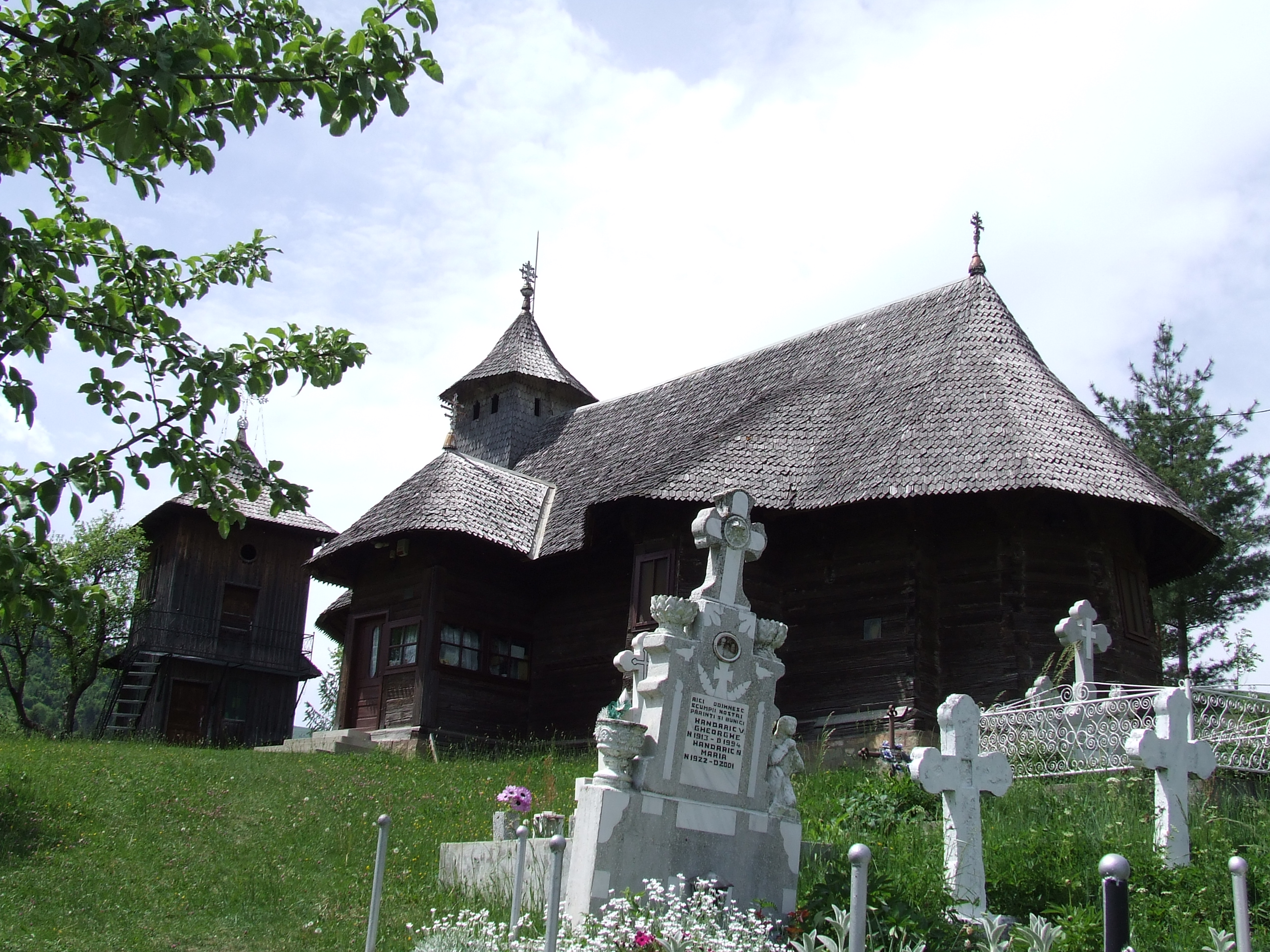
Biserica de lemn „Sfântul Dumitru” din Telec, monument istoric de interes național aflat în comună

În comuna Bicazu Ardelean se află biserica de lemn „Sfântul Dumitru” din satul Telec, monument istoric de arhitectură de interes național, datând din 1692. În rest, un singur alt obiectiv din comună este inclus în lista monumentelor istorice din județul Neamț ca monument de interes local: biserica de lemn „Înălțarea Sfintei Cruci” (secolele al XVIII-lea–al XX-lea) din Telec.

## Economie
În zona Țepeșeni există o carieră de marnă.

## Personalități
- Mozeș Cahana (1897-1974), scriitor și revoluționar maghiar de origine evreiască